# Murray Riley
Murray Stewart Riley, född den 5 oktober 1925, död 2020, var en australisk roddare.
Riley blev olympisk bronsmedaljör tillsammans med Merv Wood i dubbelsculler vid sommarspelen 1956 i Melbourne.